# Studio Signpost
St. Signpost Co., Ltd. (株式会社スタジオ サインポスト, Kabushiki gaisha Sutajio Sainposuto), anciennement connu Studio Kikan (スタジオ旗艦) et Pierrot Plus (ぴえろプラス, parfois stylisé Pierrot+), est un studio d'animation japonaise situé à Suginami dans la préfecture de Tokyo, au Japon, et filiale de Pierrot.

## Histoire
À l'origine, le studio était une agence de communication créée le 10 mars 1959 qui a entamé les activités de production d'animation en 1989, avant de se réorganiser en tant que Kabushiki gaisha Studio Kikan (株式会社スタジオ旗艦, Kabushiki gaisha Sutajio Kikan) le 12 avril 1993. Son premier directeur général est Keiji Kusano, qui était un producteur de films live action de Nippon Cine Television Corporation. Yoshikazu Tochihira a rejoint la société, alors qu'il dirigeait Studio Unicorn après avoir travaillé pour Tatsunoko Production .
Parallèlement aux anime destinés à un public général tels que Shima shima tora no Shimajirō (ja) dont la diffusion a commencé en 1993, le studio produisait également des séries d'animation pour adultes (notamment des hentai). Néanmoins, c'est à partir de 1996 que le studio décide de se séparer de ses activités de production de séries pour adultes. De là, naquit la société affiliée ARMS le 18 novembre 2018.
Le studio intègre le groupe Pierrot en 2008, et c'est à partir de ce moment que l'activité principal du studio était devenu le gross uke (ja) pour les productions de Pierrot. En septembre de la même année, le siège social quitte le quartier de Kamisaginomiya à Nakano dans Tokyo pour être transféré à Nerima.
Le 1er octobre 2009, le studio change de nom pour Pierrot Plus Co.,Ltd. (株式会社ぴえろプラス, Kabushiki gaisha Piero Purasu). Osamu Shimizu, qui est le directeur général d'ARMS, est également nommé directeur du studio tandis que Kusano en devient le président. Il arrive que le studio soit créditée avec la marque « studio Pierrot+ » (studioぴえろ+) pour ses productions, mais la majorité d'entre elles indiquent « Pierrot Plus » (ぴえろプラス). 
Le 20 septembre 2019, le studio modifie à nouveau sa dénomination sociale pour St. Signpost Co., Ltd. (株式会社スタジオ サインポスト, Kabushiki gaisha Sutajio Sainposuto),. Ken Hagino a été nommé directeur général.

## Productions

### Séries télévisées
| Année | Titre                                 | Dates de 1re diffusion | Dates de 1re diffusion | Nb. éps. | Notes |
| Année | Titre                                 | Début                  | Fin                    | Nb. éps. | Notes |
| ----- | ------------------------------------- | ---------------------- | ---------------------- | -------- | --- |
| 1993  | Shima shima tora no Shimajirō (ja)    | 13 décembre 1993       | 31 mars 2008           | 726      | Basée sur la série éducative Kodomo Challenge (ja) de Benesse. |
| 1994  | Karaoke senshi Mike Jirō (ja)         | 4 avril 1994           | 11 mars 1995           | 20       | Production basée sur le manga écrit par Yasushi Akimoto et dessiné par Hizuru Imai (ja).                                                                                 |
| 1994  | Chō kuse ni narisō (ja)               | 5 avril 1994           | 28 mars 1995           | 39       | Basée sur le jeu vidéo Shin Megami Tensei: Devil Survivor 2 d'Atlus. |
| 2008  | Hakken taiken daisuki! Shimajirō (ja) | 7 avril 2008           | 29 mars 2010           | 101      | Suite de Shima shima tora no Shimajirō. |
| 2009  | Letter Bee                            | 3 octobre 2009         | 27 mars 2010           | 25       | Production basée sur le manga de Hiroyuki Asada. |
| 2010  | Shimajirō Hesoka (ja)                 | 5 avril 2010           | 26 mars 2012           | 101      | Suite de Hakken taiken daisuki! Shimajirō. |
| 2010  | Letter Bee Reverse                    | 2 octobre 2010         | 26 mars 2011           | 25       | Suite de Letter Bee. |
| 2011  | Beelzebub                             | 9 janvier 2011         | 25 mars 2012           | 60       | Production basée sur le manga de Ryūhei Tamura. |
| 2014  | Sabagebu!                             | 6 juillet 2014         | 21 septembre 2014      | 12       | Production basée sur le manga de Hidekichi Matsumoto (ja). |
| 2015  | Re-Kan! (ja)                          | 7 avril 2015           | 26 juin 2015           | 13       | Production basée sur le manga de Hinako Seta (ja). |
| 2016  | Onigiri (ja)                          | 3 avril 2016           | 30 juin 2016           | 13       | Production basée sur le jeu vidéo de CyberStep. |
| 2016  | Fukigen na mononokean (ja)            | 28 juin 2016           | 20 septembre 2016      | 13       | Production basée sur le manga de Kiri Wazawa. |
| 2018  | Magical Girl Boy                      | 5 avril 2017           | 21 juin 2017           | 12       | Basée sur le manga d'Icchokusen Mōkon. |
| 2018  | Heisei Tensai Bakabon (ja)            | 11 juillet 2018        | 26 septembre 2018      | 12       | Production de la cinquième série basée sur le manga Tensai Bakabon (ja) de Fujio Akatsuka.                                                                               |
| 2019  | Fukigen na mononokean: Tsuzuki (ja)   | 5 janvier 2019         | 30 mars 2019           | 13       | Suite de Fukigen na mononokean. |
| 2019  | Ultramarine Magmell (ja)              | 7 avril 2019           | 30 juin 2019           | 13       | Production basée sur le manga de l'artiste chinois Dinianmiao (ja). |
| 2020  | Oda Cinnamon Nobunaga (ja)            | 11 janvier 2020        | 28 mars 2020           | 12       | Production basée sur le manga d'Una Megurogawa. |
| 2020  | Kingdom 3                             | 6 avril 2020           | 18 octobre 2021        | 26       | Suite des deux premières saisons de Kingdom ; coproduite avec Pierrot. Première diffusion interrompue après le 4e épisode en raison de la pandémie de Covid-19 au Japon. |
| 2022  | Kingdom 4                             | 10 avril 2022          | 2 octobre 2022         | 26       | Suite des trois premières saisons de Kingdom ; coproduite avec Pierrot.                                                                                                  |
| 2023  | Mon amie des ténèbres                 | 9 avril 2023           | 2 juillet 2023         | 13       | Production basée sur le manga de Taku Kawamura. |

### Films d'animation
| Année | Titre                                                  | Date de sortie | Notes                                                                     |
| ----- | ------------------------------------------------------ | -------------- | ------------------------------------------------------------------------- |
| 2002  | Shimajirō no dai bōken: Konchū no kuni no o tomodachi  | 2002           | Production basée sur la série éducative Kodomo Challenge (ja) de Benesse. |
| 2002  | Shimajirō to kaizoku-sen                               | 2002           | Production basée sur la série éducative Kodomo Challenge (ja) de Benesse. |
| 2002  | Shimajirō to fushigi ga mori no himitsu                | 2002           | Production basée sur la série éducative Kodomo Challenge (ja) de Benesse. |
| 2003  | Shimajirō no hoshizora dai bōken: Donut hoshi o sagase | 2003           | Projections dans des planétariums.                                        |

### OAV
| Année | Titre                                                                  | Date(s) de sortie                  | Notes |
| ----- | ---------------------------------------------------------------------- | ---------------------------------- | --- |
| 1994  | Dengeki oshioki musume Gōtaman: Gōtaman tanjō-hen (ja)                 | 24 mai 1994                        | Production d'un épisode basé sur le manga de Masakazu Yamaguchi ; coproduite avec animate Film (ja).                                         |
| 1994  | Dengeki oshioki musume Gōtaman R: Ai to kanashimi no Final Battle (ja) | 24 octobre 1994                    | Suite de Dengeki oshioki musume Gōtaman. |
| 1994  | Wild 7 (ja)                                                            | 17 décembre 1994 - 21 février 1995 | Production de 2 épisodes basés sur le manga de Mikiya Mochizuki (ja) ; coproduite avec animate Film.                                         |
| 1999  | Shima shima tora no Shimajirō no kōtsū anzen                           | 1999                               | Vidéo éducative. |
| 2006  | Hitori no toki ga abunai!: Yūkai tsuresari ni awanai                   | 2006                               | Vidéo éducative. |
| 2006  | Jibun de jibun o mamoru: Yūkai tsuresari ni awanai                     | 2006                               | Vidéo éducative. |
| 2008  | Naisho no tsubomi (ja)                                                 | 25 avril 2008 - 27 juin 2008       | Production de 3 épisodes basés sur le manga de Yū Yabūchi (ja).                                                                              |
| 2008  | Zettai shōgeki: Platonic Heart (ja)                                    | 29 octobre 2008 - 25 février 2009  | Production de 5 épisodes commandée par Shōchiku faisant partie de la franchise multimédia issue d'une collaboration de différentes sociétés. |
| 2010  | Letter Bee Academy                                                     | 27 janvier 2010 - 23 juillet 2010  | Production de vingt-cinq épisodes de trois minutes chacun inclus dans les DVD de la série de Letter Bee.                                     |
| 2010  | Beelzebub                                                              | 23 octobre 2010                    | Épisode projeté lors du Jump Super Anime Tour 2010.                                                                                          |